# قضية الكاتب ضد جودوين
كانت قضية الكاتب ضد جودوين قرارًا صادرًا عن المحكمة العليا في أستراليا والتي قضت في 6 أغسطس/آب 2004 بأن الاحتجاز لأجل غير مسمى لشخص عديم الجنسية كان قانونيًا. تتعلق القضية بأحمد الكاتب وهو رجل فلسطيني ولد في الكويت وانتقل إلى أستراليا في عام 2000 وتقدم بطلب للحصول على تأشيرة حماية مؤقتة. وقد أيدت محكمة مراجعة اللاجئين والمحكمة الفيدرالية قرار وزير الهجرة في الكومنولث برفض الطلب. وفي عام 2002 أعلن الكاتب أنه يرغب في العودة إلى الكويت أو غزة. ومع ذلك بما أن أي دولة لن تقبل الكاتب فقد أُعلن أنه عديم الجنسية واحتجز بموجب سياسة الاحتجاز الإلزامي.
كانت المسألتان الرئيسيتان اللتان نظرت فيهما المحكمة العليا هما ما إذا كان قانون الهجرة لعام 1958 (التشريع الذي يحكم الهجرة إلى أستراليا ) يسمح باحتجاز شخص في وضع الكاتب إلى أجل غير مسمى وإذا كان الأمر كذلك ما إذا كان هذا مسموحًا به بموجب دستور أستراليا. قررت أغلبية المحكمة أن القانون يسمح بالاحتجاز لأجل غير مسمى وأن القانون ليس غير دستوري.
وقد أدى الجدل الدائر حول نتيجة هذه القضية إلى إعادة النظر في ظروف أربعة وعشرين شخصاً عديمي الجنسية المحتجزين في مراكز الهجرة. حصل الكاتب وثمانية أشخاص آخرين من عديمي الجنسية على تأشيرات مؤقتة في عام 2005 ورغم أن هذا يعني إطلاق سراحهم من الاحتجاز إلا أنهم لم يتمكنوا من العمل أو الدراسة أو الحصول على مزايا حكومية مختلفة. حصل الكاتب على تأشيرة دائمة في أكتوبر 2007.
في عام 2023 ألغت قضية لاحقة أمام المحكمة العليا وهي قضيةأن زد واي كيو ضد وزير الهجرة هذا القرار.

## خلفية القضية
وُلِد أحمد الكاتب في الكويت عام 1976 وهو ابن لأبوين فلسطينيين. ويستند قانون الجنسية الكويتي على جنسية الوالدين (حق الدم) (المادة 2) ولا ينص على الجنسية على أساس مكان الميلاد ( حق الإقليم ) إلا في حالة اللقطاء (المادة 3). ولهذا السبب لم يحصل الكاتب على الجنسية الكويتية عند الولادة وبالتالي اعتبر شخصًا عديم الجنسية. غادر الكاتب بلده الأصلي بعد أن ضغطت السلطات الكويتية على ما يقرب من 200 ألف فلسطيني لمغادرة الكويت. في ديسمبر 2000 وصل الكاتب الذي كان مسافرًا بالقارب إلى أستراليا بدون تأشيرة أو جواز سفر واحتجازه في مركز احتجاز الهجرة بموجب أحكام قانون الهجرة لعام 1958. 
في يناير/كانون الثاني 2001 تقدم الكاتب بطلب للحصول على تأشيرة حماية على أساس أن اتفاقية الأمم المتحدة لعام 1954 المتعلقة بوضع الأشخاص عديمي الجنسية تلزم أستراليا بحمايته. رفض طلبه وهو القرار الذي أيدته محكمة مراجعة اللاجئين والمحكمة الفيدرالية الأسترالية. وفي يونيو/حزيران 2002 صرح الكاتب بأنه يرغب في مغادرة أستراليا طواعية وإرساله إلى الكويت أو غزة. ومع ذلك فشلت محاولات حكومة أستراليا لنقل الكاتب إلى مصر والأردن والكويت وسوريا والأراضي الفلسطينية (وهو ما كان يتطلب موافقة إسرائيل).
وبعد ذلك تقدم الكاتب بطلب إلى المحكمة الفيدرالية للحصول على أوامر الإحضار والأمر القضائي مطالباً مسؤولي الهجرة بالامتثال للمادة 198 من قانون الهجرة التي تنص على أن الكاتب بسبب رفض طلبه للحصول على تأشيرة يجب إبعاده من البلاد "في أقرب وقت ممكن بشكل معقول". ومع ذلك رفضت هذه الطلبات. وبعد ذلك سعى الكاتب إلى الحصول على أوامر إحضار أمام القضاء وأمر قضائي قضائي على أساس أنه محتجز بشكل غير قانوني ومع أن القاضي وجد أن "الإبعاد من أستراليا ليس عمليًا بشكل معقول في الوقت الحاضر لأنه لا يوجد احتمال حقيقي أو احتمال للإبعاد في المستقبل المنظور بشكل معقول" فقد رفض طلبه. ومع ذلك فإن قضية ذات حقائق متطابقة إلى حد كبير، والتي تم البت فيها بعد اثني عشر يومًا من قبل محكمة كاملة تابعة للمحكمة الفيدرالية، أدت إلى إطلاق سراح معتقل آخر، أكرم المصري.
وأخيراً استأنف الكاتب القرار الصادر ضده أمام المحكمة الاتحادية بكامل هيئتها على أمل أن يطبق المنطق المطبق في قضية المصري (الذي كان مماثلاً فعلياً لحالته) عليه. نقل الاستئناف إلى المحكمة العليا بناءً على طلب النائب العام الأسترالي آنذاك داريل ويليامز بموجب أحكام قانون القضاء لعام 1903. وفي انتظار الاستئناف وإطلاق سراح الكاتب في أبريل/نيسان 2003 بموجب أمر موافقة مؤقت من المحكمة الفيدرالية. وقد تمت مناقشة هذه القضية إلى جانب قضيتين أخريين تتعلقان أيضاً باحتجاز المهاجرين وعقدت جلسات استماع في 12 و13 نوفمبر/تشرين الثاني 2003.
وكان جميع المدعى عليهم في القضية أعضاء في حكومة أستراليا بما في ذلك اثنان من المسؤولين في وزارة الهجرة والشؤون المتعددة الثقافات والسكان الأصليين ووزير الهجرة آنذاك فيليب رودوك وكان ممثلهم المحامي العام لأستراليا ديفيد بينيت. كانت المدعى عليها الأولى المذكورة فيليبا جودوين نائبة وزير دي أي أم أي أيه. مثل الكاتب بواسطة كلير أوكونور من لجنة الخدمات القانونية في جنوب أستراليا .

## الحجج
وكان السؤال المطروح في هذه القضية هو ما إذا كان استمرار احتجاز الكاتب قانونيا. وقد اشتمل هذا السؤال على عدة قضايا وهي على وجه التحديد ما إذا كانت أحكام قانون الهجرة تسمح باحتجاز شخص حتى لو لم يكن لديه أي أمل في إبعاده من أستراليا وإذا كان الأمر كذلك فما إذا كانت هذه الأحكام قانونية بموجب دستور أستراليا.

### الاحتجاز لأجل غير مسمى
وبما أن طلب الكاتب للحصول على تأشيرة رفض فقد صنف كمواطن غير شرعي. ينص القسم 196 من قانون الهجرة على أنه لا يجوز إطلاق سراح غير المواطنين غير الشرعيين من احتجاز الهجرة إلا إذا منحهم تأشيرة أو ترحيلهم أو إبعادهم من أستراليا. تتطلب المادة 198 (6) من القانون من مسؤولي الهجرة "إبعاد [من أستراليا] في أقرب وقت ممكن بشكل معقول".
أحد التفسيرات المحتملة لهذه الأحكام هو أنه ينبغي إبقاء الأجانب غير الشرعيين قيد الاحتجاز طالما كان ذلك ضرورياً لإبعادهم وإذا لم يصبح إبعادهم ممكناً على الإطلاق فسيحتجزوا حتى الموت. في المقابل زعم الكاتب أن الأحكام لا تسمح باحتجاز غير المواطنين المقيمين بصورة غير شرعية إلا في حالة كون الإبعاد احتمالاً عملياً وإذا لم يكن الإبعاد احتمالاً عملياً فينبغي إطلاق سراحهم من الاحتجاز على الأقل في حالة بقائه غير عملي.
تركزت معظم الحجج المقدمة لصالح الكاتب على كونه عديم الجنسية. وأشار محامي الكاتب أوكونور إلى أن أحكام قانون الهجرة المتعلقة باللاجئين تستند إلى اتفاقية الأمم المتحدة الخاصة بوضع اللاجئين وكلاهما يتجاهل وضع الأشخاص عديمي الجنسية. وقد أظهرت العديد من التبادلات خلال جلسات الاستماع الطريقة التي لم تتكيف بها العمليات المعتادة لنظام الهجرة بشكل جيد إن وجدت مع التعامل مع الأشخاص عديمي الجنسية. وفي إحدى هذه التبادلات أشار أوكونور إلى الكاتب باسمه وبالمعرف المستخدم في الوثائق الرسمية "أس أتش دي بي" (في المسائل المتعلقة بطالبي اللجوء عادة ما يقوم بإخفاء الأسماء من أجل منع الاضطهاد في حالة عودتهم إلى بلدانهم الأصلية). بعد بعض النقاش حول ما إذا كان ينبغي إخفاء اسم الكاتب قال القاضي كيربي إنه "غالباً ما يكون هناك سبب وجيه للغاية... لأن الناس يتعرضون لمخاطر كبيرة إذا ظهرت أسماؤهم على الإنترنت حيث سيصبح ذلك معروفاً للبلد الذي يريدون تجنبه" فرد محامي الكاتب قائلاً : "هذا صحيح ولكن بالطبع مع السيد الكاتب لا يوجد بلد".
وزعم المدعى عليهم أن الأحكام تتطلب احتجاز غير المواطنين غير الشرعيين حتى يتم ترحيلهم وأن الغرض من الترحيل الذي استند إليه الاحتجاز لم يتوقف عن الوجود لمجرد أنه لم يعد من العملي في المستقبل المنظور تنفيذ هذا الغرض. وقد طرحوا ما أُطلق عليه "اقتراح 'لا تقل أبدًا'" على مع أن تأمين إبعاد شخص ما أو ترحيله من أستراليا قد يكون صعبًا و"غالبًا ما يستغرق الأمر سنوات من المفاوضات الدبلوماسية قبل أن تكون الدولة مستعدة لقبول شخص ما... من الصعب جدًا تصور حالة يكون فيها الغرض من الإبعاد أو الترحيل هو أمر لا يمكن أن يحدث أبدًا". ومع أن المدعى عليهم لم يطعنوا في النتيجة الواقعية التي توصلت إليها المحكمة الفيدرالية بأنه لا توجد إمكانية حقيقية لإبعاد الكاتب في المستقبل المنظور فقد جادلوا بأن الاختبار المطبق للوصول إلى هذا القرار "يفشل في مراعاة...الصعوبات وحقيقة أن الأمور يمكن أن تتغير".